# Passalus spiniger
Passalus spiniger là một loài bọ cánh cứng trong họ Passalidae.